# 불두덩

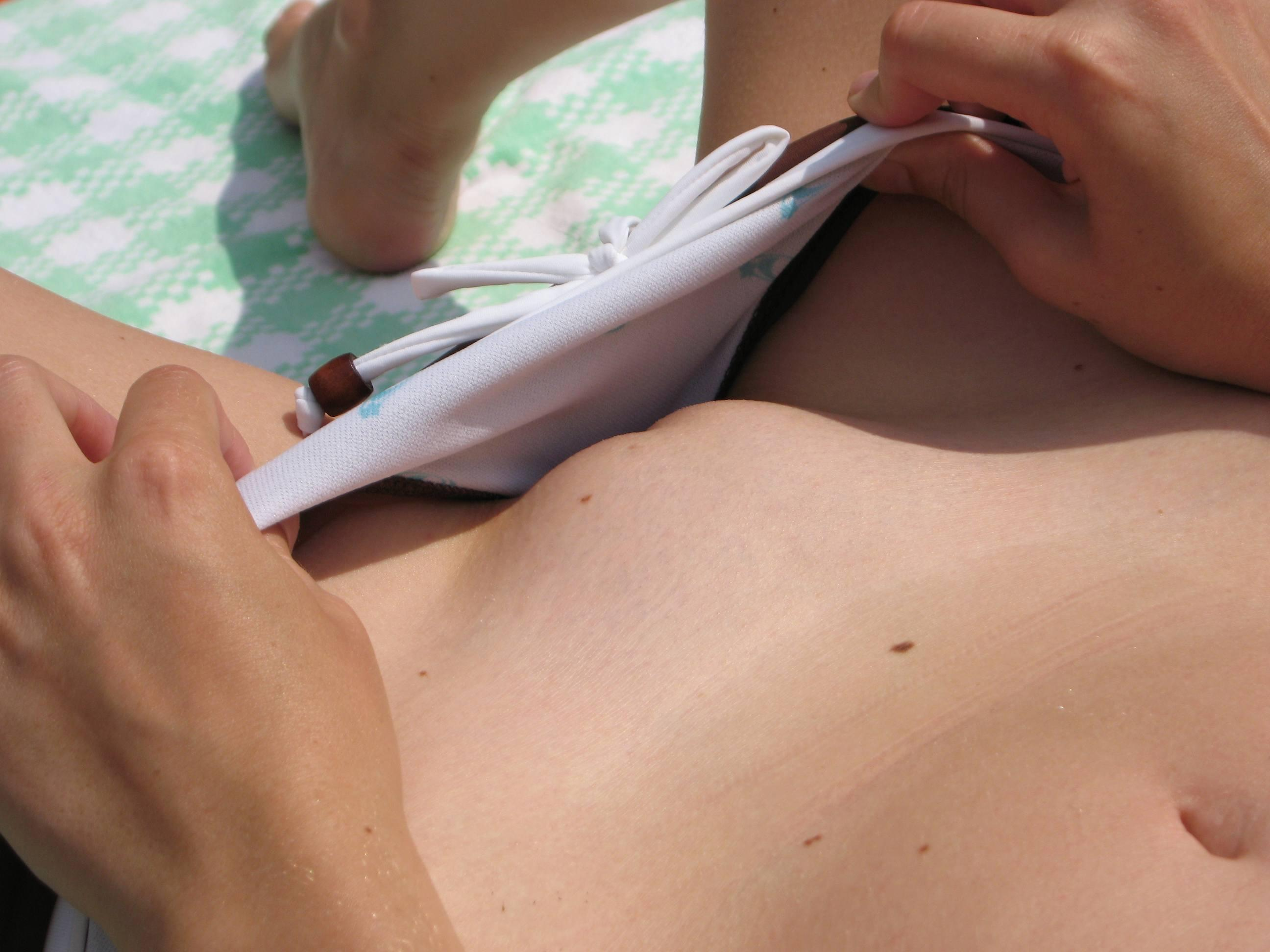
음모를 제모한 여성의 치구

불두덩(mons pubis, pubic mound, mons) 또는 치구(恥丘)는 인간 등 포유류의 치골 상단, 치골과 결합한 앞쪽의 지방 조직이다. 특히 여성의 경우 비너스의 언덕(mons Venus 또는 mons veneris)이라고 부르기도 한다. 치구의 크기는 호르몬(특히 에스트로겐)과 체지방량에 따라 다르다. 사춘기 이후에는 치골에 음모가 자라며 여성의 치골이 확장된다.
사람의 여성 외음부의 바깥쪽 앞부분으로 대음순에서 나온 세로 모양의 틈인 음렬을 분리하기 위해 뻗어 있다. 이는 소음순, 음핵, 요도 입구, 질 입구 및 그 외의 구성 요소로 둘러싸여 있다. 치골의 지방 조직은 에스트로겐에 민감하므로 사춘기 동안에는 치골이 약간 부풀어올라서 음순이 치골에서 멀어진다. 폐경 중에는 호르몬 변화로 인해 치골도 수축된다.

## 갤러리

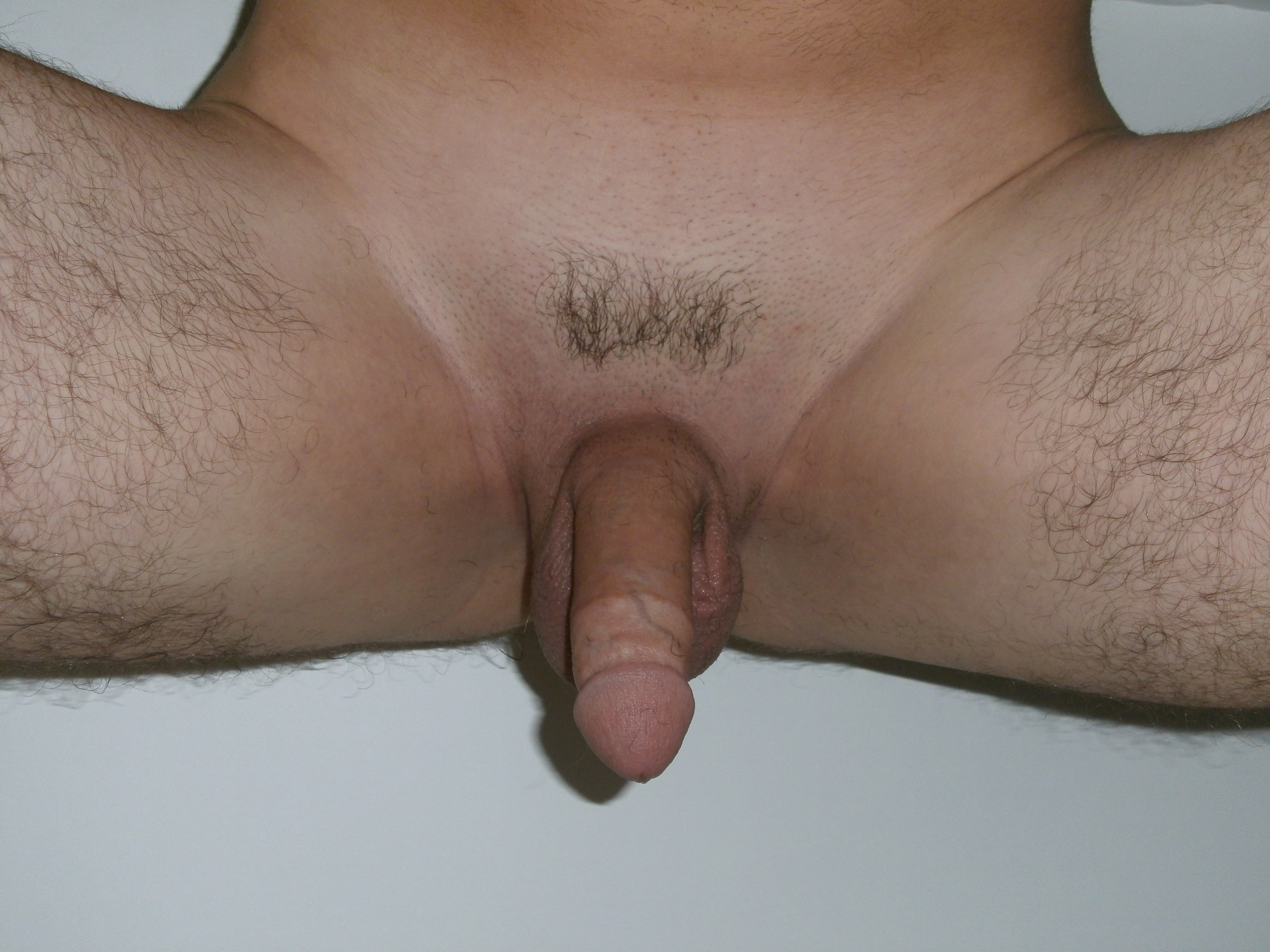
두덩털이 부분적으로 제거된 남성의 불두덩.

## 같이 보기
- 음문